# Alex Bunbury
Pour les articles homonymes, voir Bunbury.
Alex Bunbury, né le 18 juin 1967 à Plaisance (Guyana), est un ancien joueur international canadien ayant évolué au poste d'attaquant.

## Biographie
Il participe à la Gold Cup 1993 puis à la Gold Cup 1996 avec l'équipe du Canada.
Il dispute 165 matchs en première division portugaise, inscrivant 59 buts dans ce championnat.
Il est très populaire au Canada et à même été intronisé, en 2006, au Temple de la renommée du football canadien.
C'est le père de l'actrice Kylie Bunbury, principalement connue pour ses rôles dans les séries télévisées : Twisted, Under the Dome et Pitch et du joueur professionnel de Soccer de la MLS (Major League soccer) Teal Bunbury.

## Palmarès
- 65 sélections et 16 buts avec l'équipe du Canada de 1986 à 1999
- Finaliste de la Coupe du Portugal en 1995 avec le CS Marítimo
- Vainqueur de la Coupe de la Major League Soccer en 2000 avec les Kansas City Wizards
- Vainqueur du MLS Supporters' Shield en 2000 avec les Kansas City Wizards
- Élu meilleur joueur canadien en 1993 et 1995
- Élu meilleur joueur étranger du championnat portugais en 1995